# Tepa (Ghana)
Tepa ist ein Ort mit über 5000 Einwohnern in der Ashanti Region im westafrikanischen Staat Ghana.

## Beschreibung
Er ist die Hauptstadt des Distriktes Ahafo Ano North und liegt nordwestlich von der Regionalhauptstadt Kumasi zwischen den Städten Bechem und Goaso. Tepa ist an das ghanaische Elektrizitätsnetz angeschlossen.

## Persönlichkeiten
- Yakuba Ouattara (* 1992), französischer Basketballspieler